# Sphenomorphus striatopunctatum
Sphenomorphus striatopunctatum är en ödleart som beskrevs av  George Albert Boulenger 1907. Sphenomorphus striatopunctatum ingår i släktet Sphenomorphus och familjen skinkar.
Artens utbredningsområde är Sri Lanka. Inga underarter finns listade i Catalogue of Life.